# SAR-Klasse NGG 12
Die Fahrzeuge der Klasse NGG 12 der South African Railways (SAR) waren Dampflokomotiven der Bauart Garratt für 610-mm-Schmalspurstrecken mit besonders leichtem Oberbau. Die beiden Lokomotiven wurden 1927 von der Société Franco-Belge als Unterauftrag von Beyer-Peacock gebaut und erhielten die Bahnnummern NG 57 und NG 58.
Die Achslast von unter 4 t ermöglichte den Einsatz auf den Strecken Upington–Kakamas und Fort Beaufort–Seymour, wo jeweils Schienen mit nur 10 kg/m verlegt waren. Jeder der beiden Strecken wurde eine Lokomotive zugeteilt. Die NGG 12 auf letzterer Strecke wurde 1928 durch die sehr ähnliche, aber etwas größere NGG 14 ergänzt.
1940 wurde die Strecke Fort Beaufort–Seymour auf Kapspur umgebaut, und die dort stationierte NGG 12 Nr. NG 57 wurde zusammen mit der NGG 14 auf die Strecke Upington–Kakamas verlegt. 1949 war auch dort die Umspurung abgeschlossen, und die beiden NGG 12 wurden an die Rustenburg Platinum Mines verkauft, wo sie die Nummern 5 und 6 erhielten und bis 1959 im Einsatz blieben. Anschließend wurden sie verschrottet.